# Suporter Club Oțelul Galați
El Suporter Club Oțelul Galați es un club de fútbol rumano de la ciudad de Galați. Juega en la Liga I, Primeira categoría del fútbol rumano, y en toda su historia ha conseguido una liga y una supercopa. A nivel internacional, ganó una plaza para la UEFA en la Copa Intertoto 2007 y disputó la Liga de Campeones en la temporada 2011/12.
Fundado en 1964, el equipo no estuvo en la élite del fútbol rumano hasta 1986, cuando consiguió su primer ascenso a la máxima división nacional. Su primera liga la ganó en la temporada 2010/11, a las órdenes del exjugador internacional Dorinel Munteanu.

## Historia
El Oţelul Galaţi se fundó en 1964, como equipo controlado por la industria siderúrgica local (Combinatul Siderurgic de la Dunăre). En diciembre de 1970 modificó su estructura para convertirse en un club competitivo. Sus primeros años de vida fueron complicados, e incluso tuvo que refundarse en 1976 como club de la fábrica siderúrgica Laminorul de Benzi la Rece. Sin embargo, fue imponiéndose poco a poco como equipo más representativo de la ciudad de Galați frente al FCM Dunărea Galaţi, y en 1986 ascendió a la primera división.
En su primera estancia en la máxima categoría permaneció tres temporadas. Su mejor posición fue un cuarto lugar en la temporada 1987/88, que le permitió debutar en competiciones europeas al año siguiente frente a la Juventus de Turín, que le derrotó en la primera ronda. El mismo año que disputó torneos internacionales descendió a segunda división, y no regresó a primera hasta el año 1991/92. Con la llegada de la democracia a Rumanía, el Oţelul Galaţi se consolidó en la Liga I.
En la década de 2000, la siderúrgica que controlaba el Oţelul Galaţi fue privatizada, y la multinacional Arcelor Mittal se hizo con ella. Gracias a esa privatización, los nuevos propietarios invirtieron más dinero en el club, que se convirtió en uno de los más fuertes de la región histórica de Moldavia. En la temporada 2010/11, a las órdenes del exjugador Dorinel Munteanu, el Oţelul consiguió la primera liga de su historia, y se clasificó para la Liga de Campeones. Actualmente, Arcelor Mittal busca nuevos socios que quieran invertir en el club.

## Estadio
El estadio donde el Oțelul Galați juega sus partidos como local es el Stadionul Oțelul, situado en la ciudad de Galați. Cuenta con capacidad para 13.500 personas, césped artificial y puede albergar encuentros internacionales. El campo pertenece a la compañía local de ArcelorMittal.
El campo se levantó en 1982, y ha sufrido varias remodelaciones. Anteriormente era un estadio polideportivo que contaba con pista de atletismo, pero esta se suprimió en la década del 2000 para aumentar el aforo. En 2011 se instaló un nuevo sistema de iluminación.

## Jugadores

### Jugadores destacados

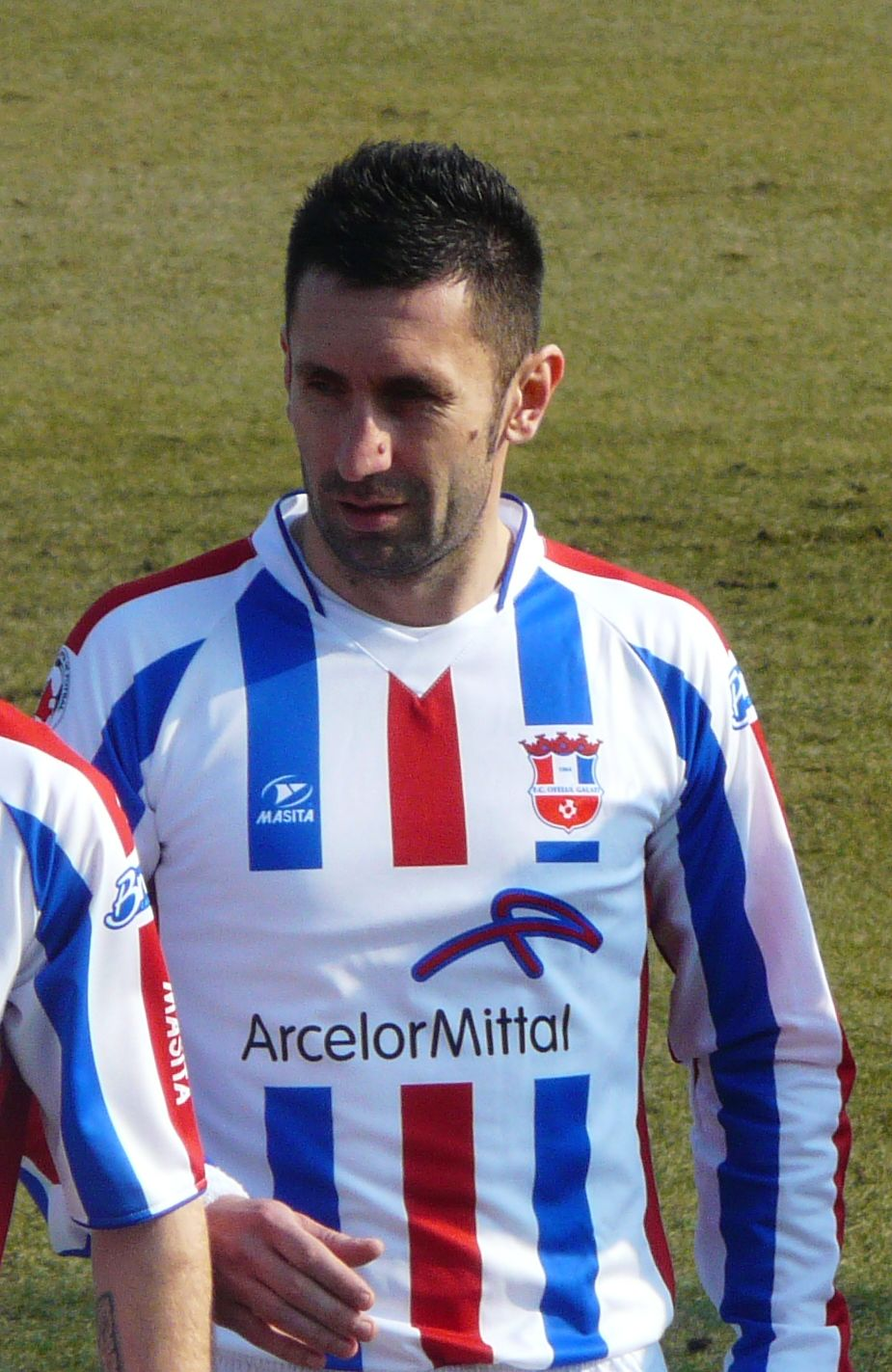
Gabriel Paraschiv, mediapunta del Oţelul Galaţi.

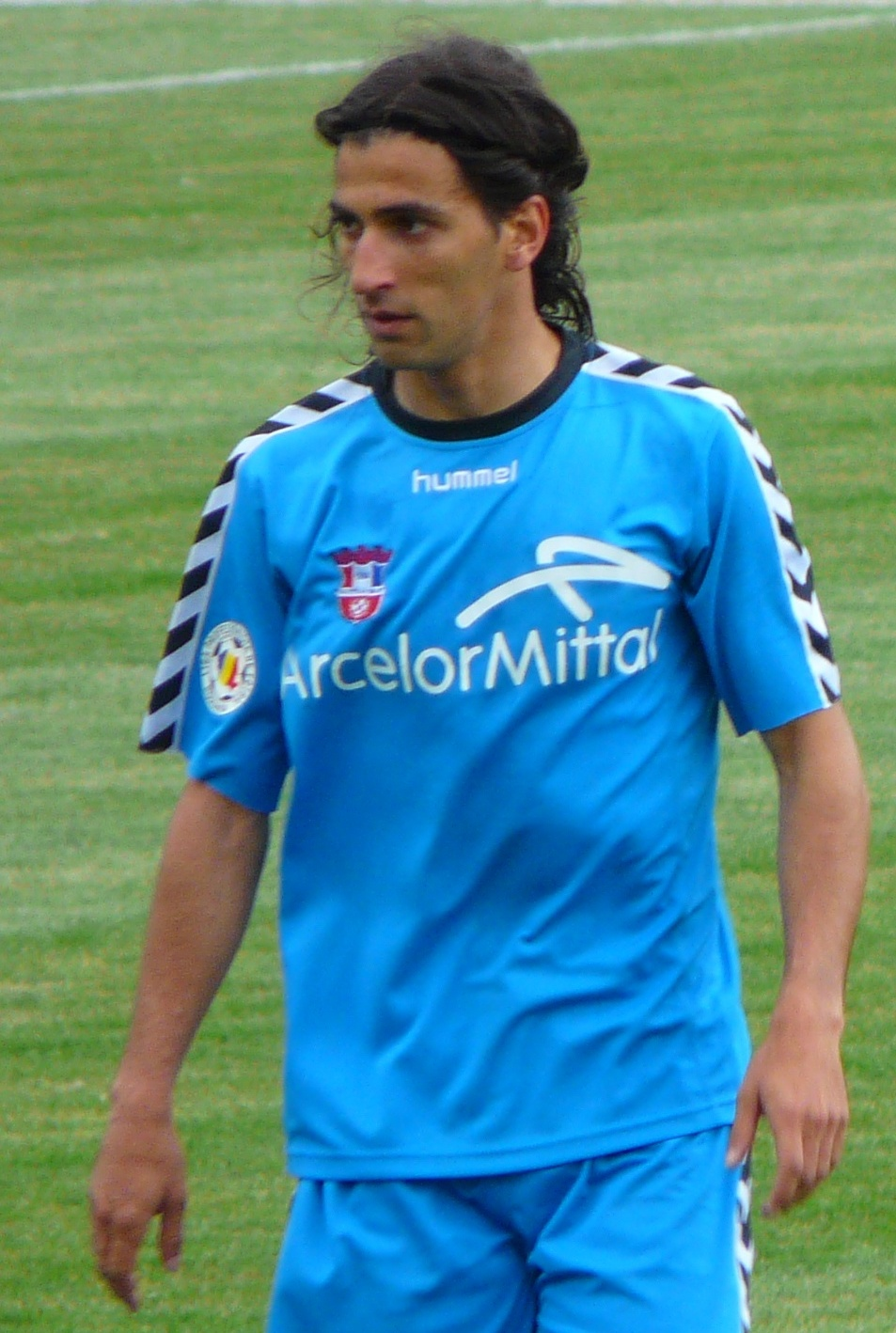
El argentino Gabriel Viglianti, jugador del Oţelul Galaţi desde 2008.

- Valentin Ştefan
- Mihai Barbu
- Adrian Ariton
- Adrian Negraru
- Adrian Velicioiu
- Adrian Dobrea
- Mitică Ragea
- Eugen Ralea
- Mihăiță Hanghiuc
- Tudorel Călugăru
- Aurelian Stamate
- Gheorghe Stamate
- Dragoş Urdaru
- George Bedreagă
- Nelu Boroş
- Ionel Chebac
- Ionel Budacă
- Cornel Şerban
- Cristian Strelțov
- Cristian Chebuțiu
- Marin Petrache
- Daniel Mogoşanu
- Ion Dudan
- Ionel Luță
- Horațiu Cioloboc
- Bogdan Andone
- Gabriel Boştină
- Alexandru Bourceanu
- Florin Cernat
- Cornel Cernea
- Sorin Ghionea
- Mihai Guriţă
- Victoraş Iacob
- Viorel Ion
- Emil Jula
- Cristian Munteanu
- János Székely
- Viorel Tănase
- Cătălin Tofan
- Gabriel Viglianti
- Stoyan Kolev
- Zhivko Zhelev
- John Ibeh
- Bruce Inkango
- Daniel Chávez

## Palmarés

### Torneos nacionales: (2)
- Liga I (1): 2010-2011
- Supercopa de Rumania (1): 2011
- Liga II (2): 1985–86, 1990–91
- Liga III (2): 1967–68, 1980–81

### Torneos internacionales: (1)
- Copa Intertoto de la UEFA (1): 2007

## Competiciones europeas
| Torneo                       | Apariciones | J  | G | E | P  | GF | GC | GD |
| ---------------------------- | ----------- | -- | - | - | -- | -- | -- | -- |
| Liga de Campeones de la UEFA | 1           | 6  | 0 | 0 | 6  | 3  | 11 | -8 |
| Liga Europea de la UEFA      | 5           | 14 | 5 | 3 | 6  | 18 | 21 | -3 |
| Copa Intertoto de la UEFA    | 1           | 4  | 3 | 1 | 0  | 7  | 2  | +5 |
| Total                        | 7           | 24 | 8 | 4 | 12 | 28 | 34 | -6 |